# Gavotí jaspiat asiàtic
El gavotí jaspiat asiàtic ( Brachyramphus perdix ) és una espècie d'ocell de la família dels àlcids (Alcidae) d'hàbits pelàgics i costaners que cria en les costes de Kamtxatka i el Mar d'Okhotsk. En hivern arriba fins a Corea.